# 中國禮器
礼器是中国古代在祭祀、宴飨、丧葬以及征伐等礼仪活动中使用的器具，其使用的规格有严格的等级限制，用以表明使用者的地位、身份、权力。在周礼中，礼器是宗教和政治的结合点。早期礼器重玉器，因其在原始巫术中有通灵的功效。随着商周之际政治宗教的发展，玉器逐渐从神权的象征演化为王权的象征，而越来越多的礼器使用青铜器铸造，统称为尊彝。而秦汉以后，青铜礼器的使用逐渐减少。
礼器的早期功用在于沟通天地鬼神，《礼记·礼器》：禮也者，合於天時，設於地財，順於鬼神，合於人心，理萬物者也。而在三代晚期，礼器的主要功能转变为“纪”。所谓“纪”有三层含义：一是纪神物，以使人有所畏惧，商代晚期的青铜器尤其具有代表性，往往以细密的云雷纹作为地纹，再在上面施以凸出于器表的繁缛的纹饰，形式有兽面纹、龙纹、夔纹、凤鸟纹、蝉纹等主题纹饰；二是纪等宜、明尊卑；三是纪功赏，在礼器上铭刻铸器事由，以见德功之美、勋赏之名。
按照使用的场合，礼器可以分为宗器、旅器和媵器。宗器用于宗庙祭祀之礼、旅器用于师旅征伐之礼、媵器用于婚嫁之礼。从种类和功能上分，玉器礼器的种类有璧、琮、圭、璋等；青铜器礼器数量更多，可分为炊器、食器、酒器、水器、乐器（也有将乐器和礼器并列的）。炊器为做饭之用，包括鼎、甗等，食器为饮食之用，包括豆、簋等，酒器包括爵、尊、壶等，水器包括盘、匜等，乐器有鐘、铙等。